# Sagalassos
Sagalassos is een antieke stadsruïne in Anatolië, het huidige Turkije. De stad floreerde in de Hellenistische en Romeinse periode. Veel archeologische resten zijn opgegraven. Sagalassos was een regionaal centrum toen Alexander de Grote in 334 v.Chr. door de streek trok en groeide onder Romeinse heerschappij uit tot een van dé steden in de regio Pisidië. Circa 590 na Christus verwoestte een aardbeving de stad. Veel inwoners trokken weg. De hoge ligging in het Aglasungebergte en de afscherming door de puinlaag behoedde de ruïne voor plundering en erosie. Hierdoor bewaarde veel materiaal tot op heden. De opgravingen zorgen jaarlijks voor een nieuw stukje verleden. Giften en subsidies financieren het onderzoek.

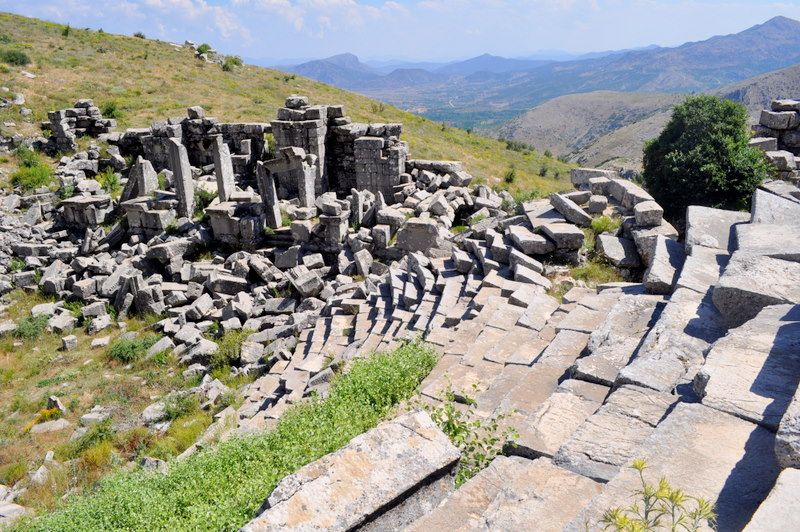
Het theater

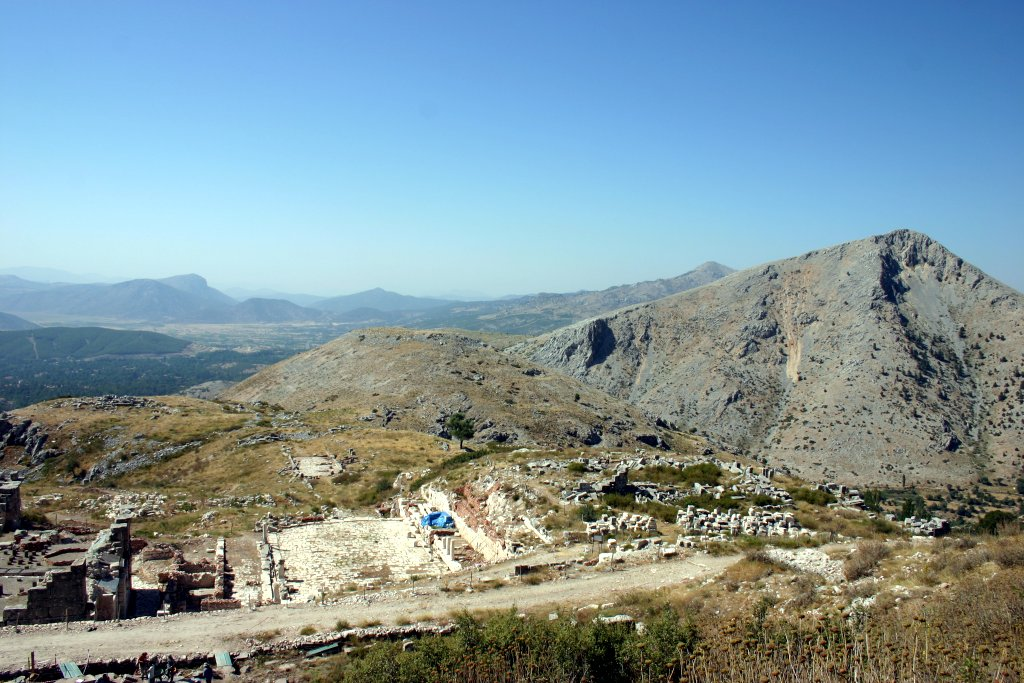
De lagere Agora

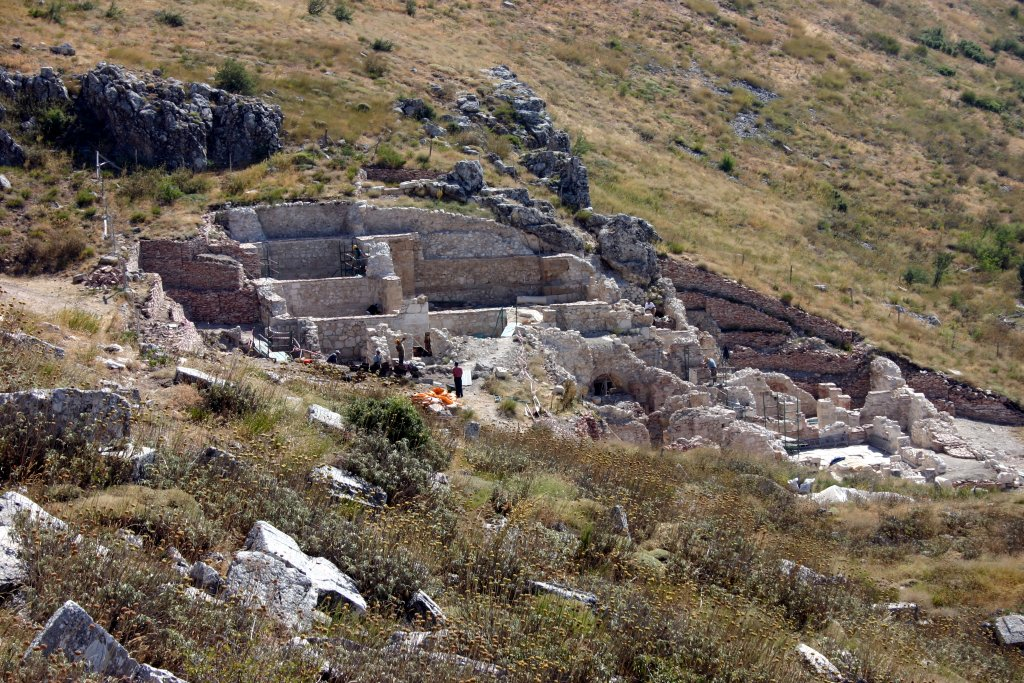
De site in 2005

## Locatie
De archeologische vindplaats ligt in de regio Pisidië, 110 kilometer ten noorden van Antalya in Turkije. Sagalassos bevindt zich aan de voet van het Aglasungebergte, bij het gelijknamige dorp en op 20 kilometer van Isparta.

## Geschiedenis
Vanaf 546 v.C. behoorde Sagalassos tot het Perzische Rijk en jonge mannen worden huurlingen. De oorlogszuchtige en rebelse Sagalassiërs ondernamen regelmatig plundertochten in Anatolië en kwamen zo in contact met de Grieken. Later werden de vechtlustige Pisidiërs gegeerd als soldaten van de hellenistische koninkrijken van Alexander de Grotes generaals.

### Alexander de Grote
Sagalassos lijkt als regionaal centrum even invloedrijk als Selge en Termessos toen Alexander de Grote in 333 voor Christus de stad innam. De stad controleerde en exploiteerde een territorium, beschermd door een keten van versterkingen op hellingen die onderling in contact stonden. Na de dood van Alexander kwam de regio in handen van zijn opvolgers die ze helleniseren: Grieks wordt de officiële taal, de stadsinstellingen en de materiële cultuur wijzigen. Dit proces is niet zozeer opgelegd maar het resultaat van de interactie tussen de Pisidische steden.

### Romeinse provincie
Sinds het midden van de 2e eeuw v.Chr. is Sagalassos een productiecentrum van aardewerk. Nadat de Attaliden hun koninkrijk nalieten aan Rome werd de stad in 129 voor Christus deel van de Romeinse provincie Asia. Tijdens de heerschappij van de vazal-koning Amyntas van Galatië van 39 tot 25 voor Christus veroverde Sagalassos de regionale markt met zijn koopwaar. De stad breidde zich uit buiten de hellenistische muren. De uitbreiding zette zich voort tijdens de vroege keizertijd, in oostelijke richting. De laathellenistische Dorische fontein en de residentiële wijken op de oostelijke hellingen getuigen daarvan. Ook de Dorische tempel ten noordwesten van de bovenste agora gaat terug tot die periode. In 25 voor Christus werd Sagalassos opnieuw deel van het Romeinse Rijk. De Pax Romana, de stichting van Romeinse kolonies in het zuiden van Galatia en de aanleg van een wegennet tijdens de regering van Augustus gaven Sagalassos mogelijkheden: de “via Sebaste” die Antiochia in Pisidia verbond met de havens in Pamphylia liep 63 kilometer over het territorium van Sagalassos.
In de loop van de eerste drie eeuwen van de Romeinse keizertijd breidde de stad uit. Het stadsareaal verdubbelde en het centrum verfraaide met monumentale openbare gebouwen. Een periode van ongeziene bouwactiviteit en welvaart startte tijdens de regering van keizer Hadrianus, van 117 tot 138 na Christus en liep tot het begin van de 3e eeuw. Aan het eind van de 2e eeuw voltooide men de Romeinse thermen, het theater en een tempelheiligdom voor de keizers Hadrianus en Antoninus Pius. Door dit heiligdom nam de stad deel aan de keizerscultus als koinon van Pisidia. De lokale elite bouwde monumenten om zichzelf te affirmeren en te promoten op sociaal vlak. Zo zijn er vier monumentale nymphea (fonteinen), een bibliotheek en een macellum (voedselmarkt). Lopen, boksen en worstelen zijn populair in de Pisidische cultuur. In de 3e eeuw wordt de krijgshaftige regio betrokken bij de Perzische oorlogen van Rome. Een gladiatorenhelm (zie galerij) getuigt van bloedige spelen en gevechten met dieren en gladiatoren in het theater.

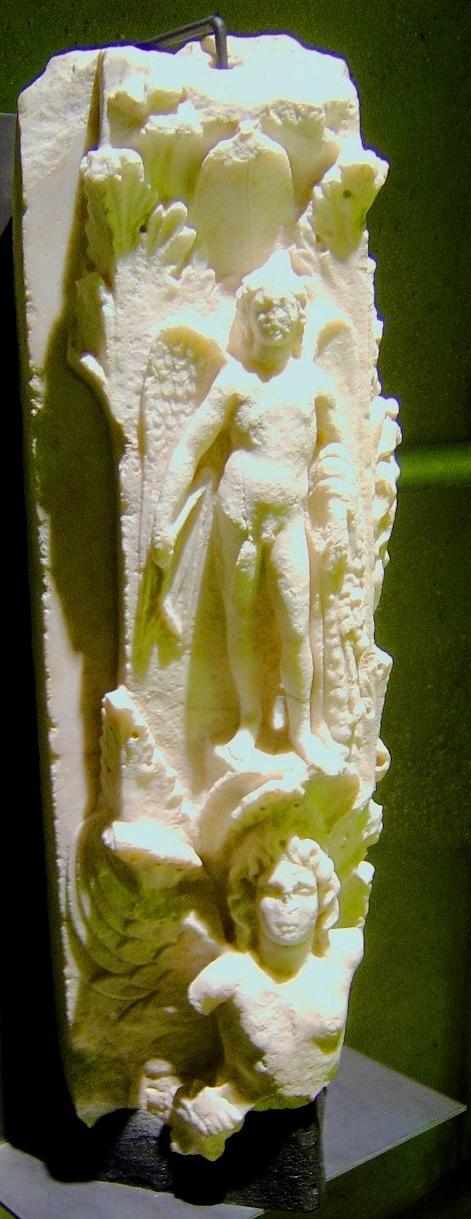
Deze kalkstenen pilaster komt uit een gymnasium (een school waar lyrische kunst en sport centraal staan en is gedateerd tussen 100 en 50 voor Christus. Aan één zijde twee eroten waarvan één met de attributen van Heracles: een knots en leeuwenvel. Heracles was samen met Hermes beschermgod van de gymnasia. Aan de andere zijde staat het hoofd van Medusa. De pilaster werd in de late oudheid hergebruikt. Het fragment toont dat de stad ook tijdens de Romeinse Republiek uitmuntende steenkappers had. Vanaf de 3de eeuw v.C. beschikte Sagalassos over één en later over twee steenkapperscholen.

### Verval

#### Godsdienstspanningen
Vanaf de late 4e eeuw en het begin van de 5e eeuw komen de eerste tekenen van verval. Geleidelijk aan wordt het karakter van de stad hierdoor aangetast. Sagalassos werd een bisdom in de loop van de 4e eeuw en was vertegenwoordigd op het eerste concilie van Constantinopel in 381. Steeds meer volgelingen van de nieuwe godsdienst eisten een prominente plaats voor zich op. Toenemende spanningen tussen christenen en heidenen leidden rond 400 tot de vernietiging van de pas gerestaureerde Neonbibliotheek.

#### Aardbeving
Rond 500 braken slechtere tijden aan toen een eerste aardbeving de stad trof. Er was veel schade maar de bewoners waren blijkbaar talrijk en welvarend genoeg om die monumentaal te herstellen. Na de restauratie kwam er een periode van toenemend “encroachment” of het privaat gebruik van publieke ruimten. Het resulteerde in smalle straten en portieken met kleinere ruimtes. Dit encroachment was wijdverspreid in de laatantieke steden en was het gevolg van een veranderende administratie en economie.

#### Pest
Na het midden van de 6e eeuw begon het economische systeem uit elkaar te vallen ten gevolge van onder meer de pestepidemie in de jaren 541 en 542. Bijna 50 procent van de bevolking van Asia Minor werd weggemaaid. Het dalende aantal arbeidskrachten en de tegenvallende oogsten in de daaropvolgende jaren brachten hongersnood. Stadsdelen werden verlaten, grote huizen werden onderverdeeld in kleinere wooneenheden. De levensstijl werd minder luxueus en ruraler. De economische malaise en onlusten versterkten dit. Toen een aardbeving rond 590 de stad volledig verwoestte, was deze grotendeels verlaten.

#### Migratie
Na deze gebeurtenissen lijkt er een hiaat in de bewoning. Er zijn nog enige tijd begrafenissen in het aardbevingspuin naast de tempel van Apollo Klarios (toen omgebouwd tot christelijke kerk). De stad werd grotendeels verlaten door de migratie naar de vallei. Recente surveys en het pollenpatroon tonen dat de stad niet volledig werd verlaten maar dat de levensstijl dorpser en pastoraler werd.

## Galerij

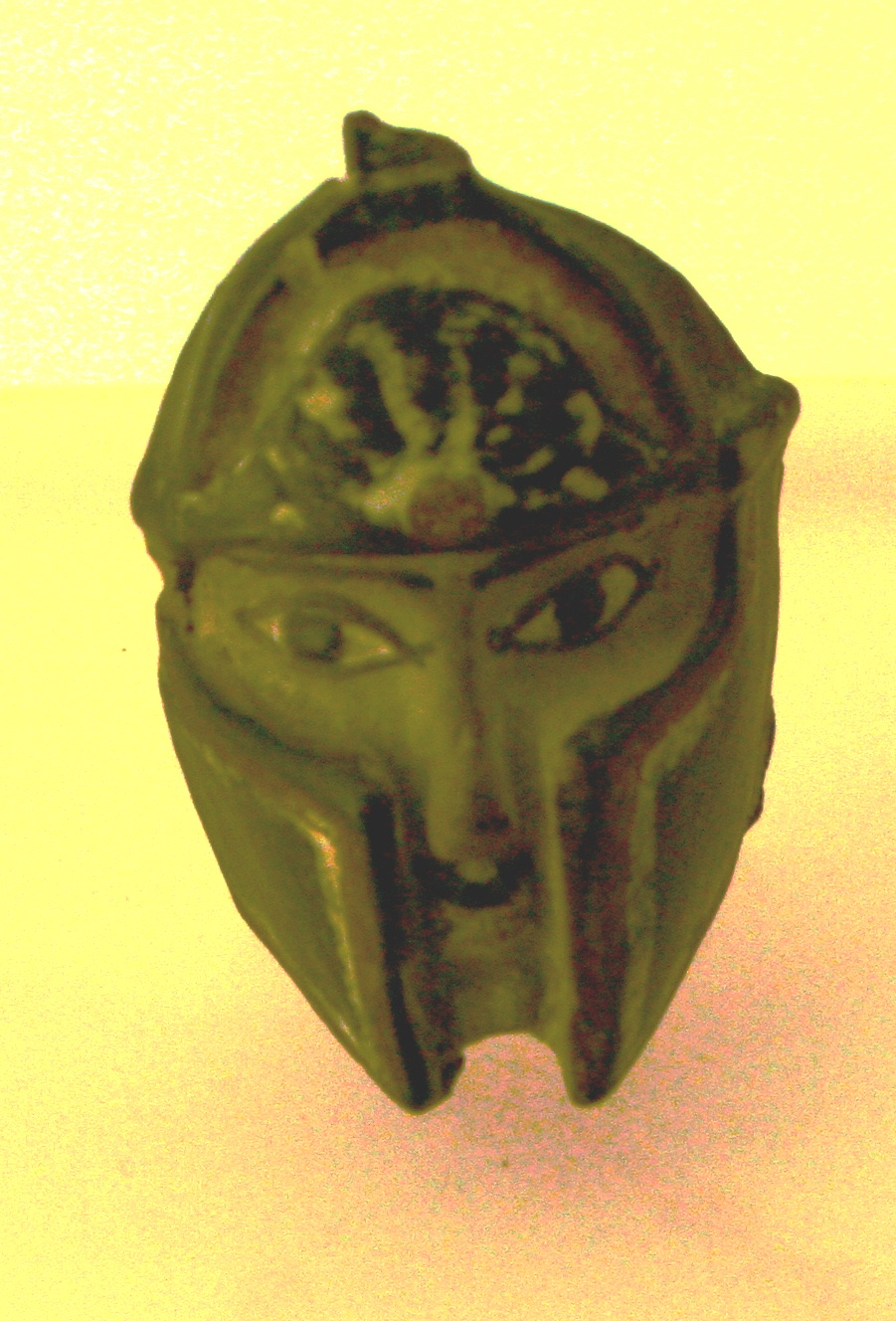
Grafvondst, deel van Grieks parfumflesje, infanterist
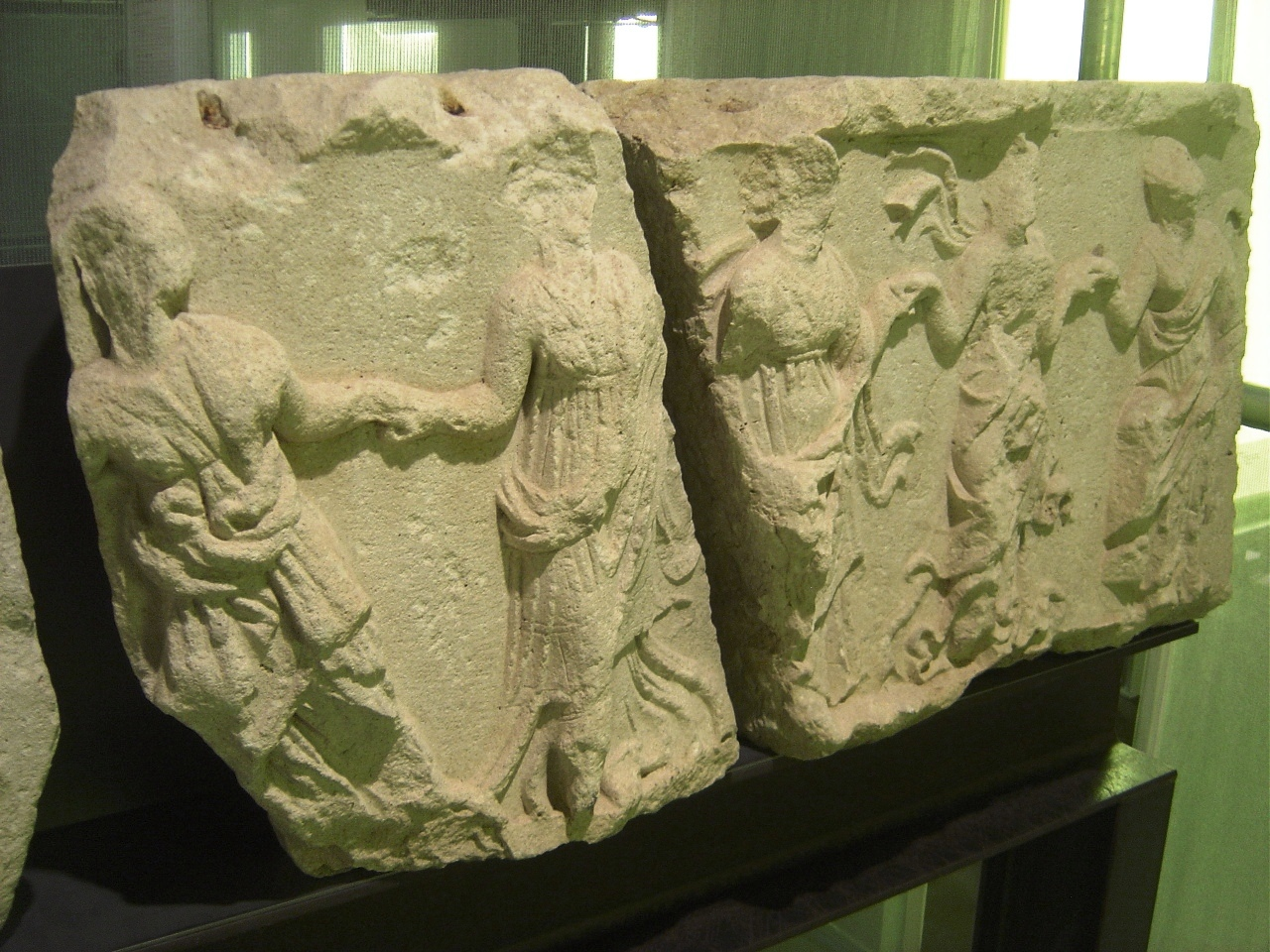
Nimfen op een fries van een hieron 125-75 v.C.
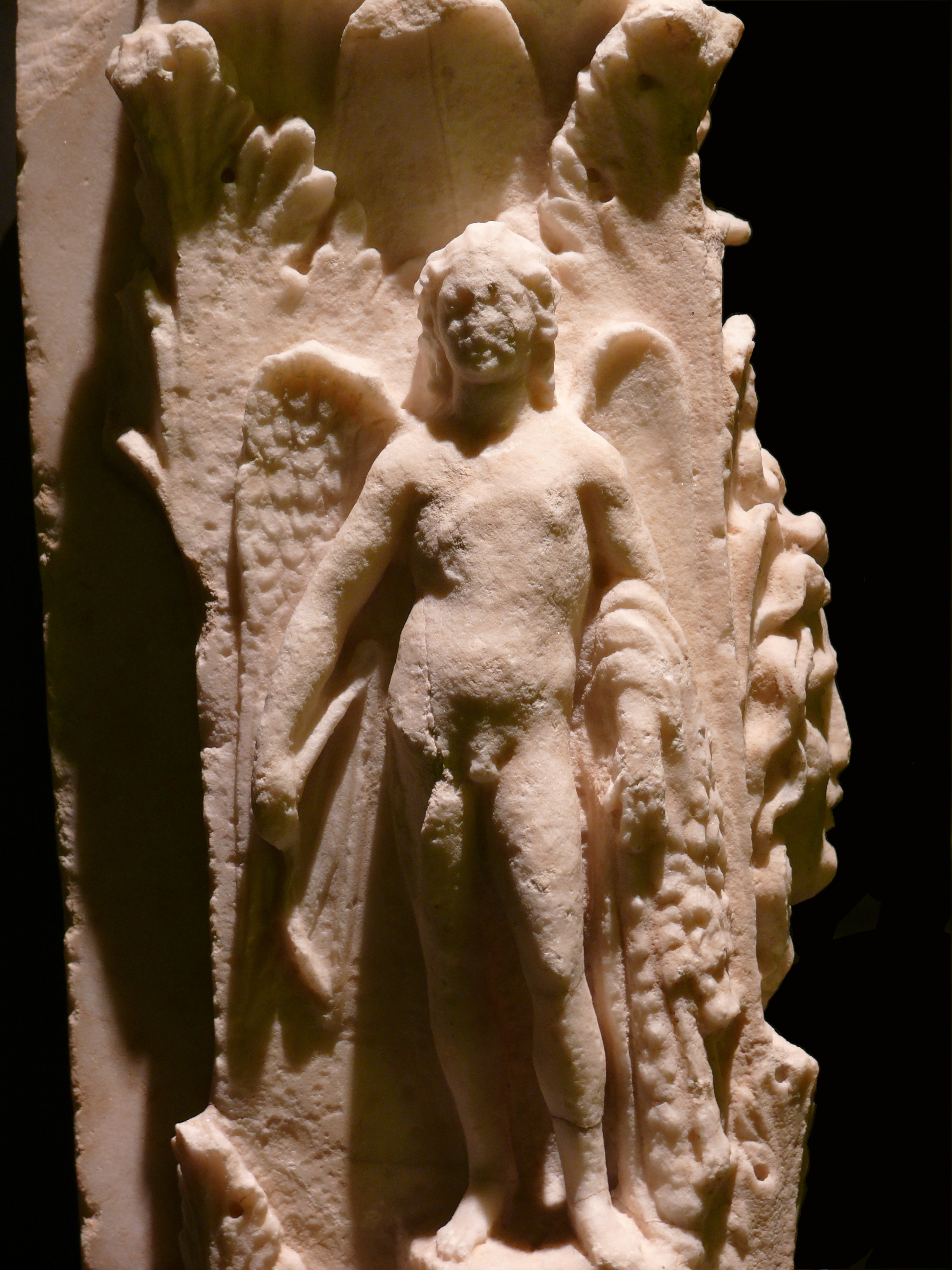
Kalken pilaster 100-50 voor v.C.
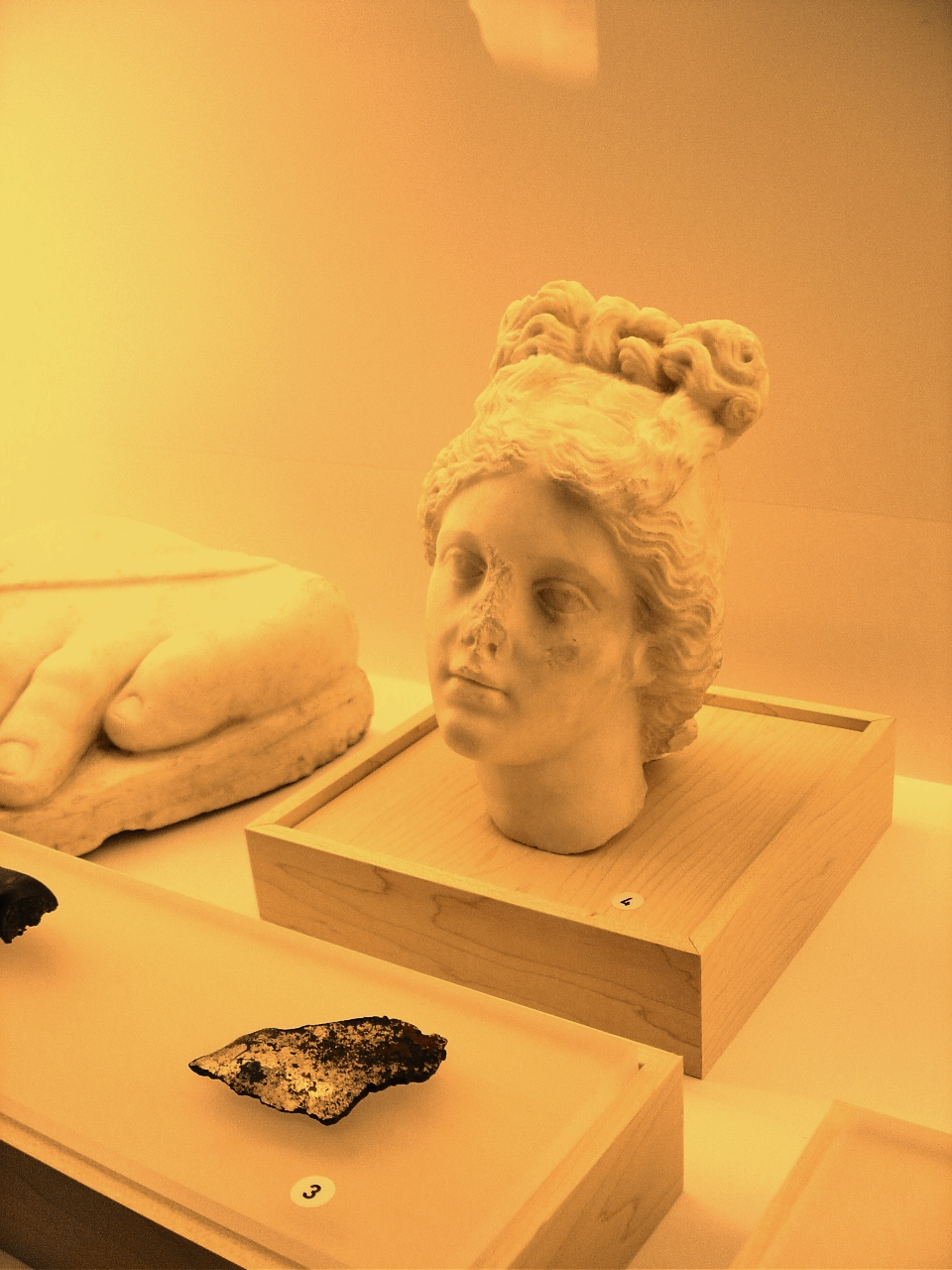
Aphrodite kop marmer ca. 150-175
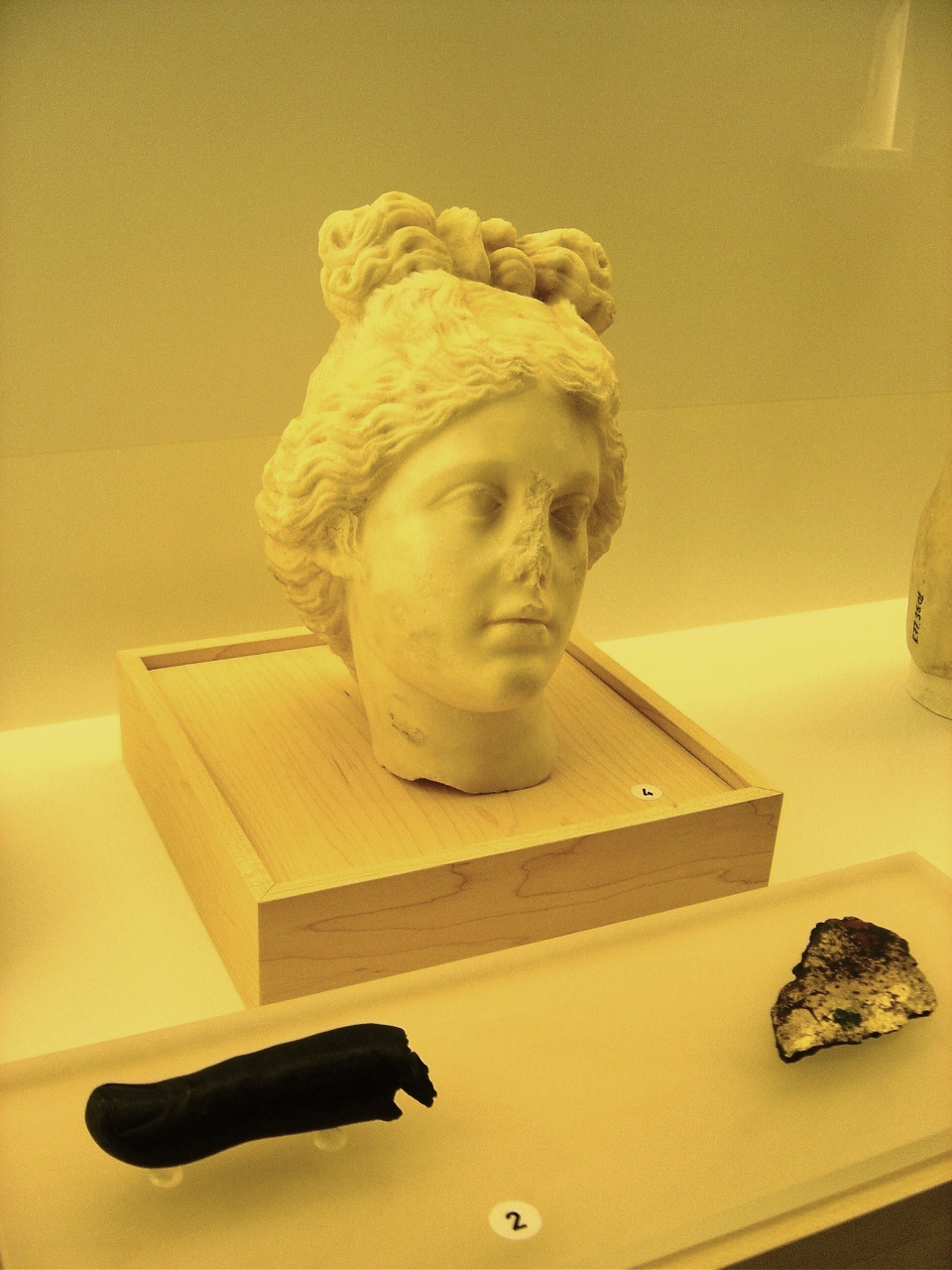
Aphrodite kop marmer ca. 150-175
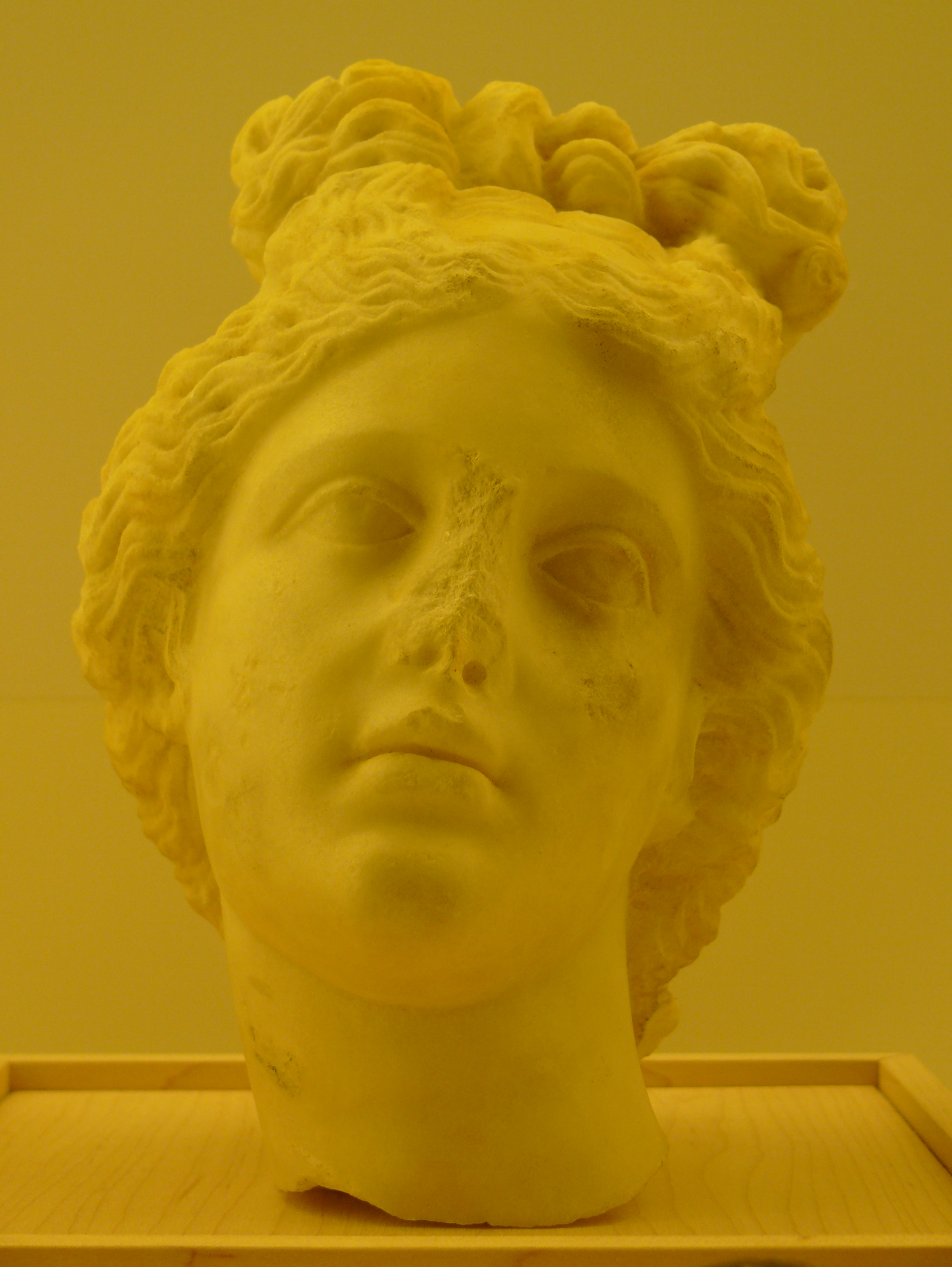
Hoofd van een marmeren Aphrodite ca. 150-175
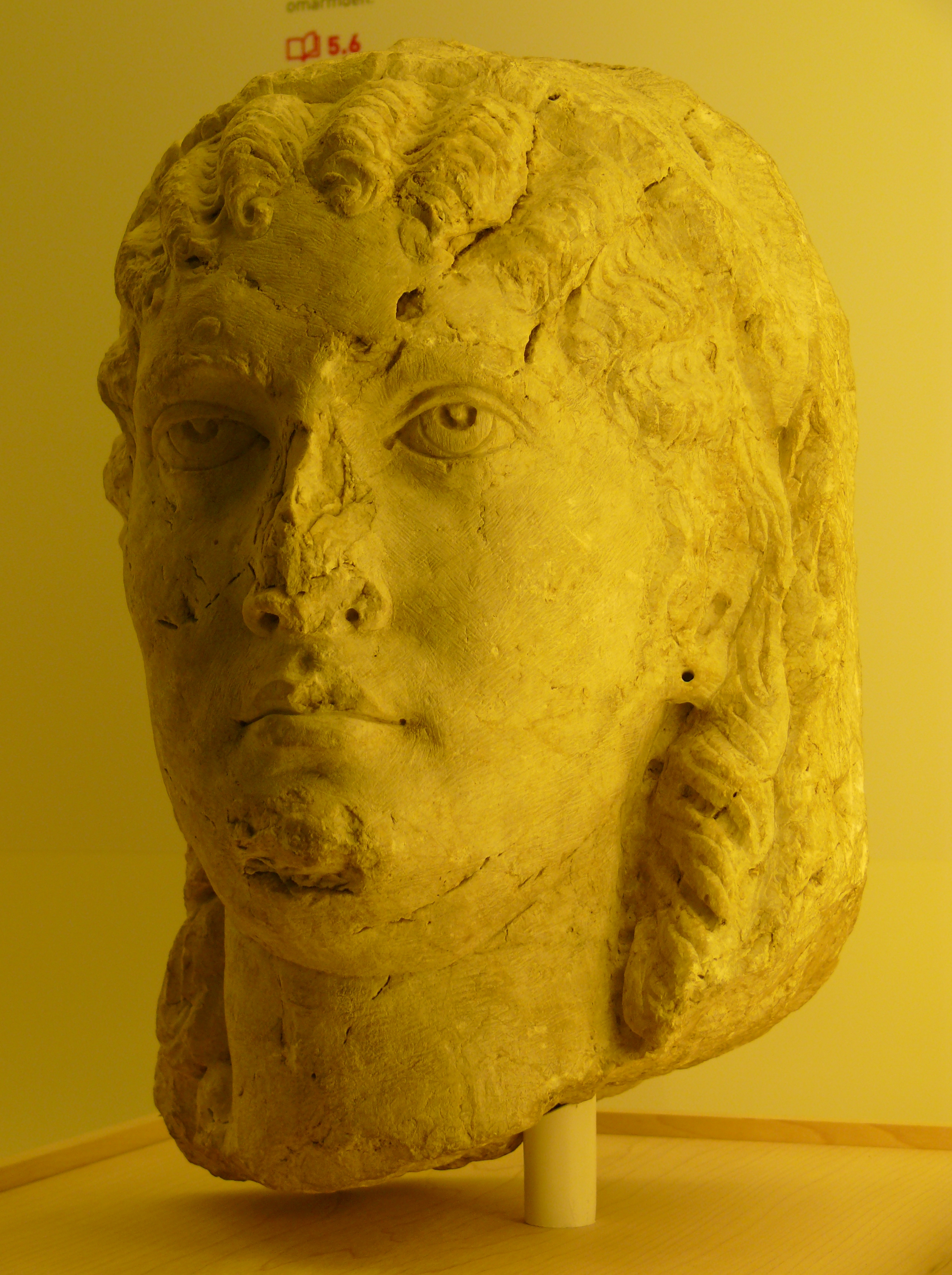
Kalkstenen aristocratische vrouw ca. 200-225
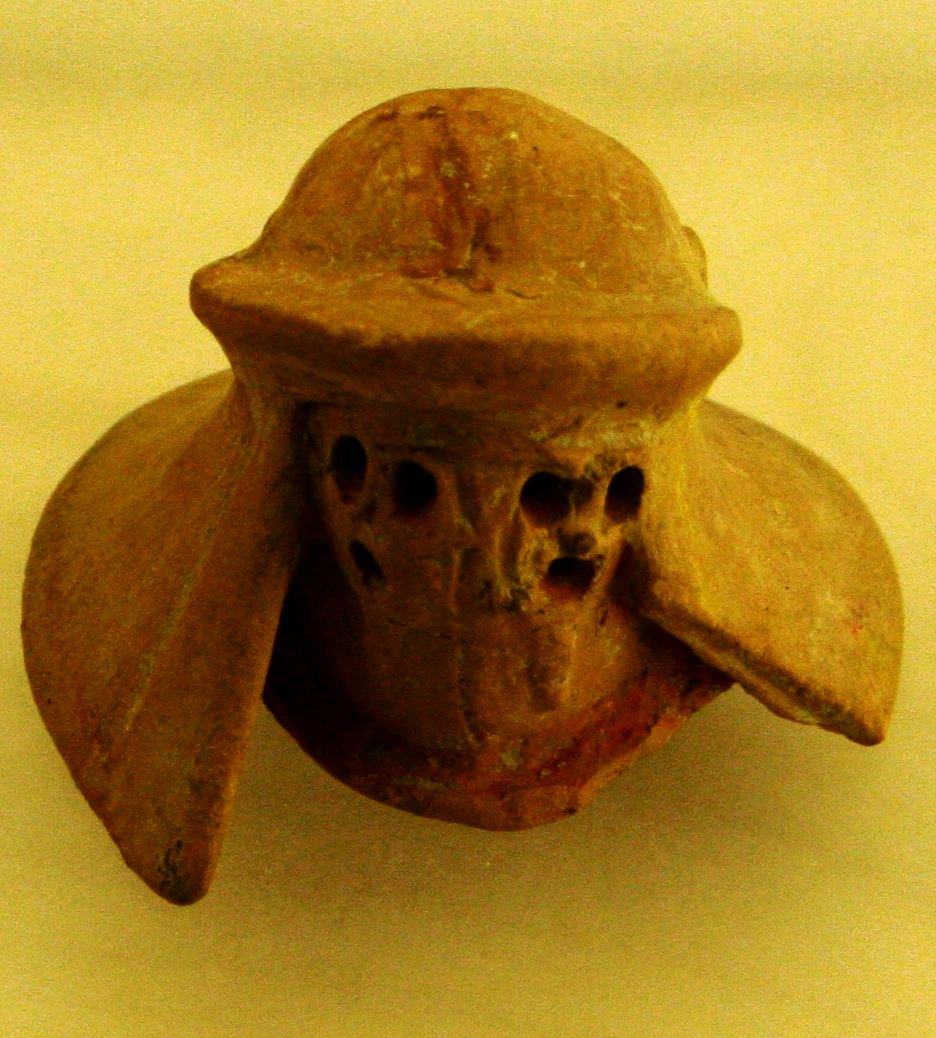
Een gladiatorhelm, 3e eeuw
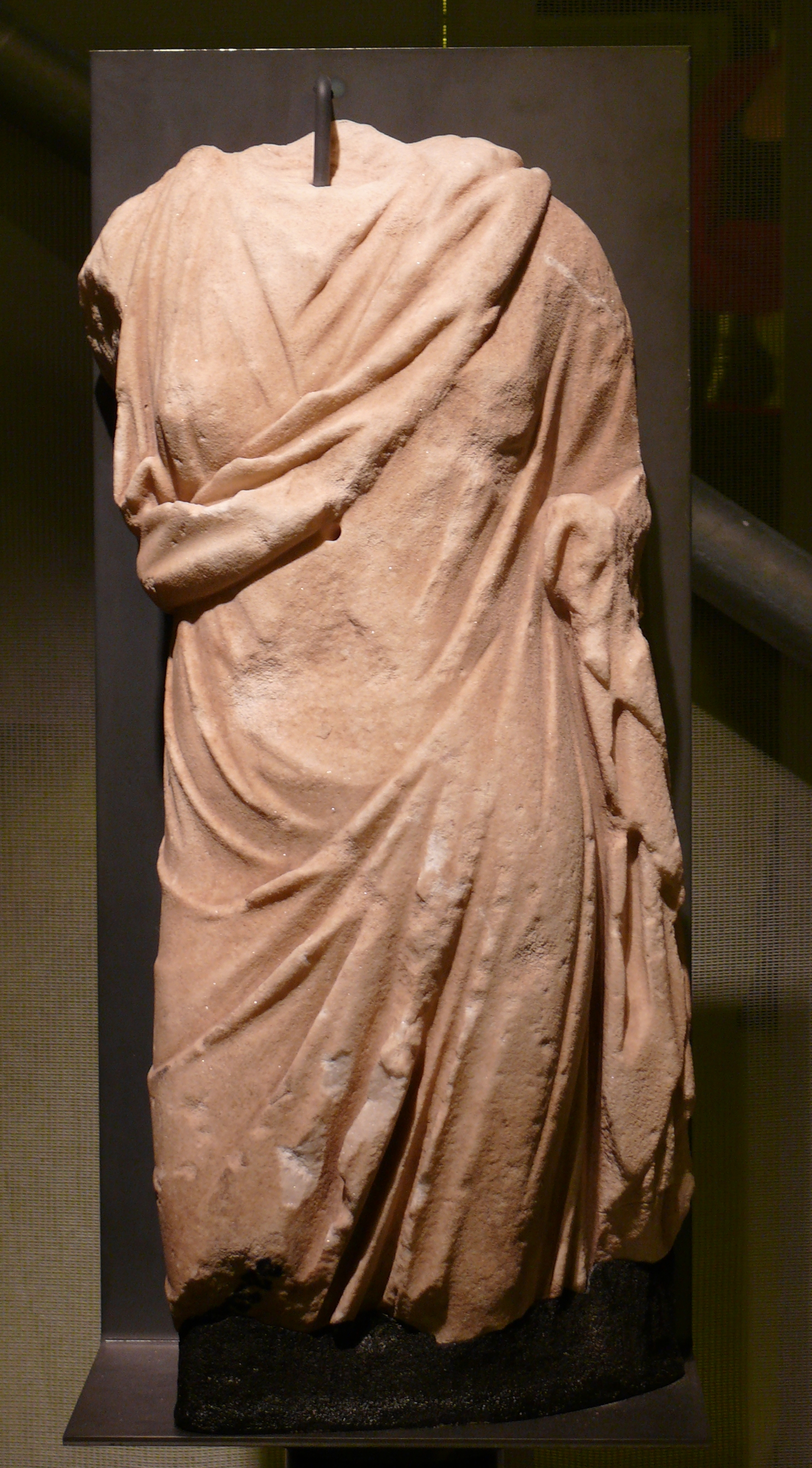
Deel van marmeren Hygieia ca. 300-400
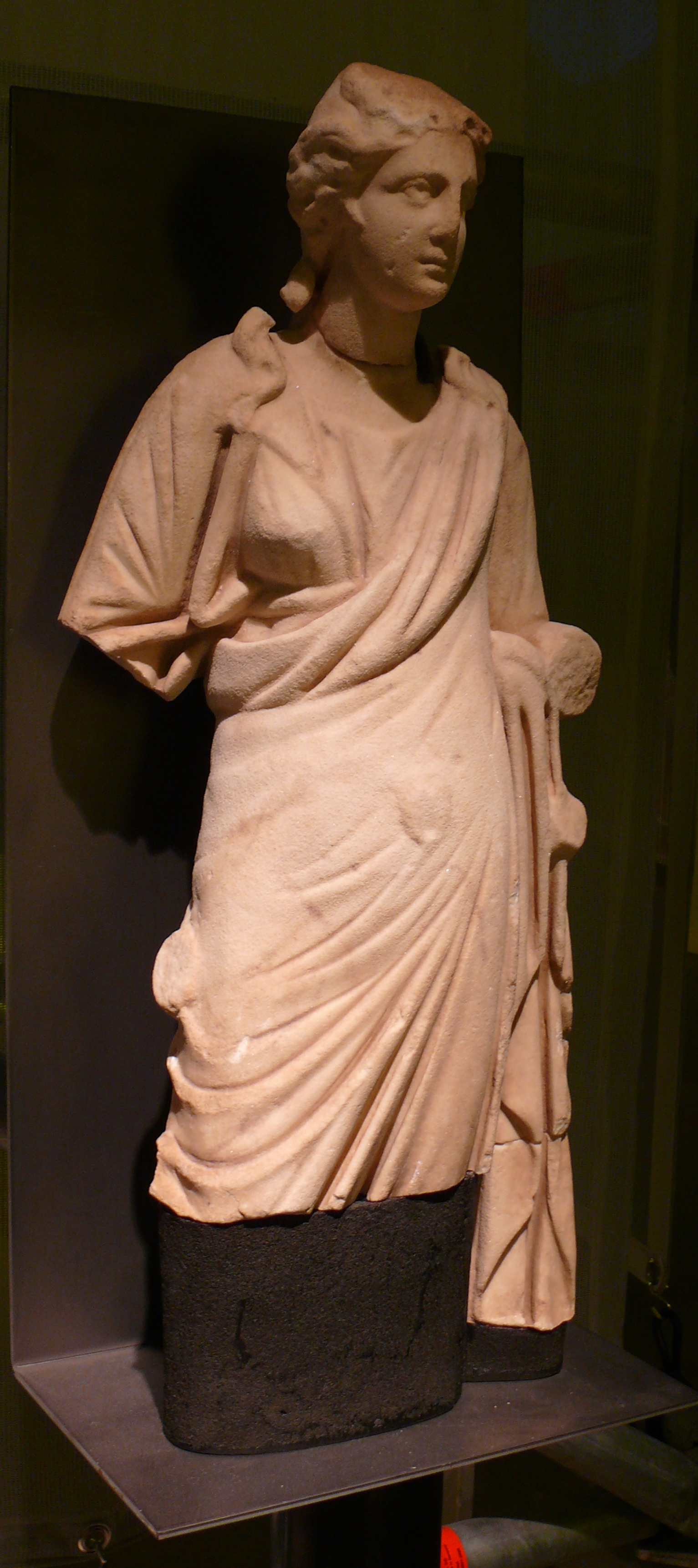
Deel marmeren Hygieia ca. 300-400
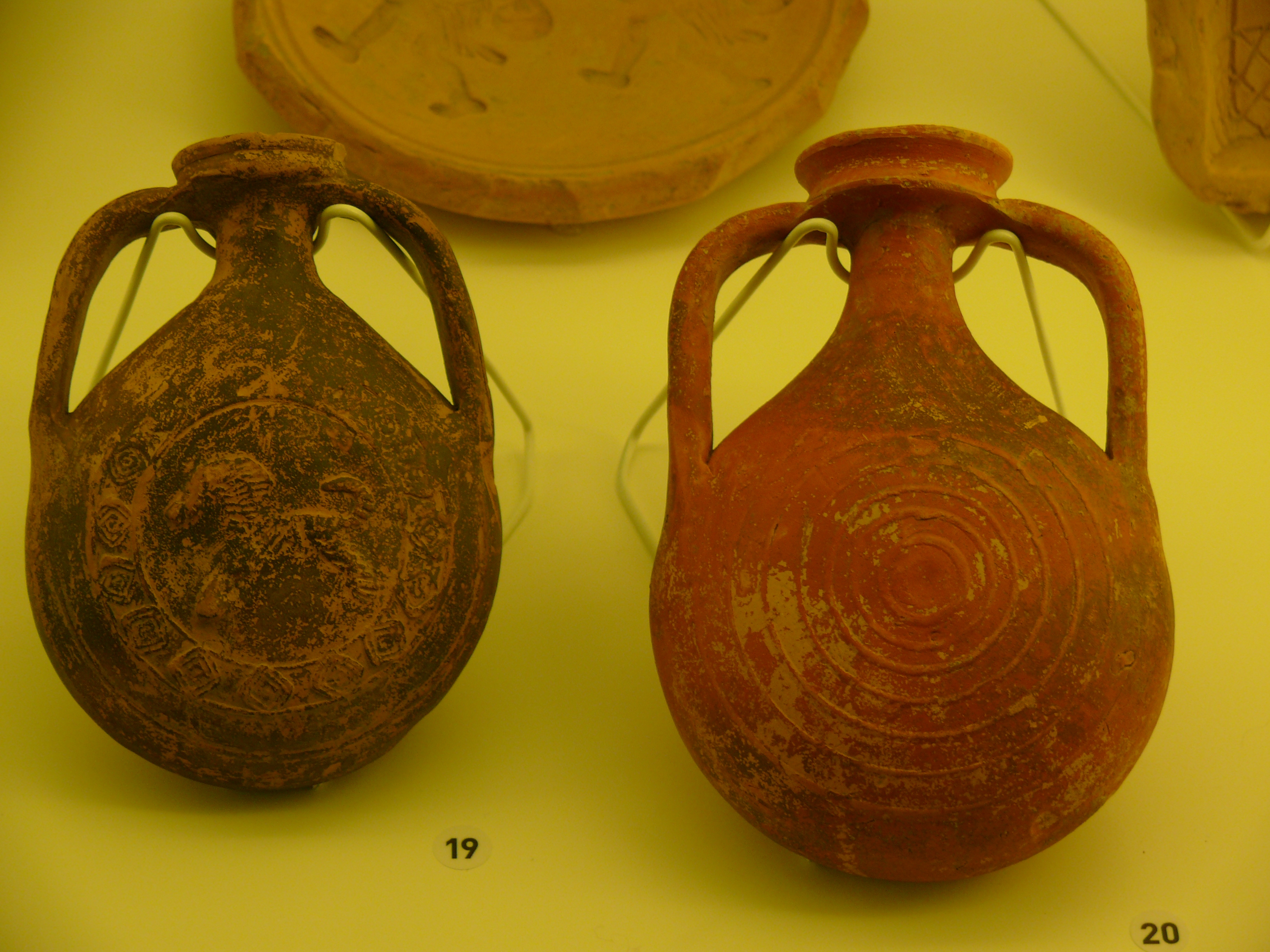
Aardewerken wijnflessen ca. 400-600
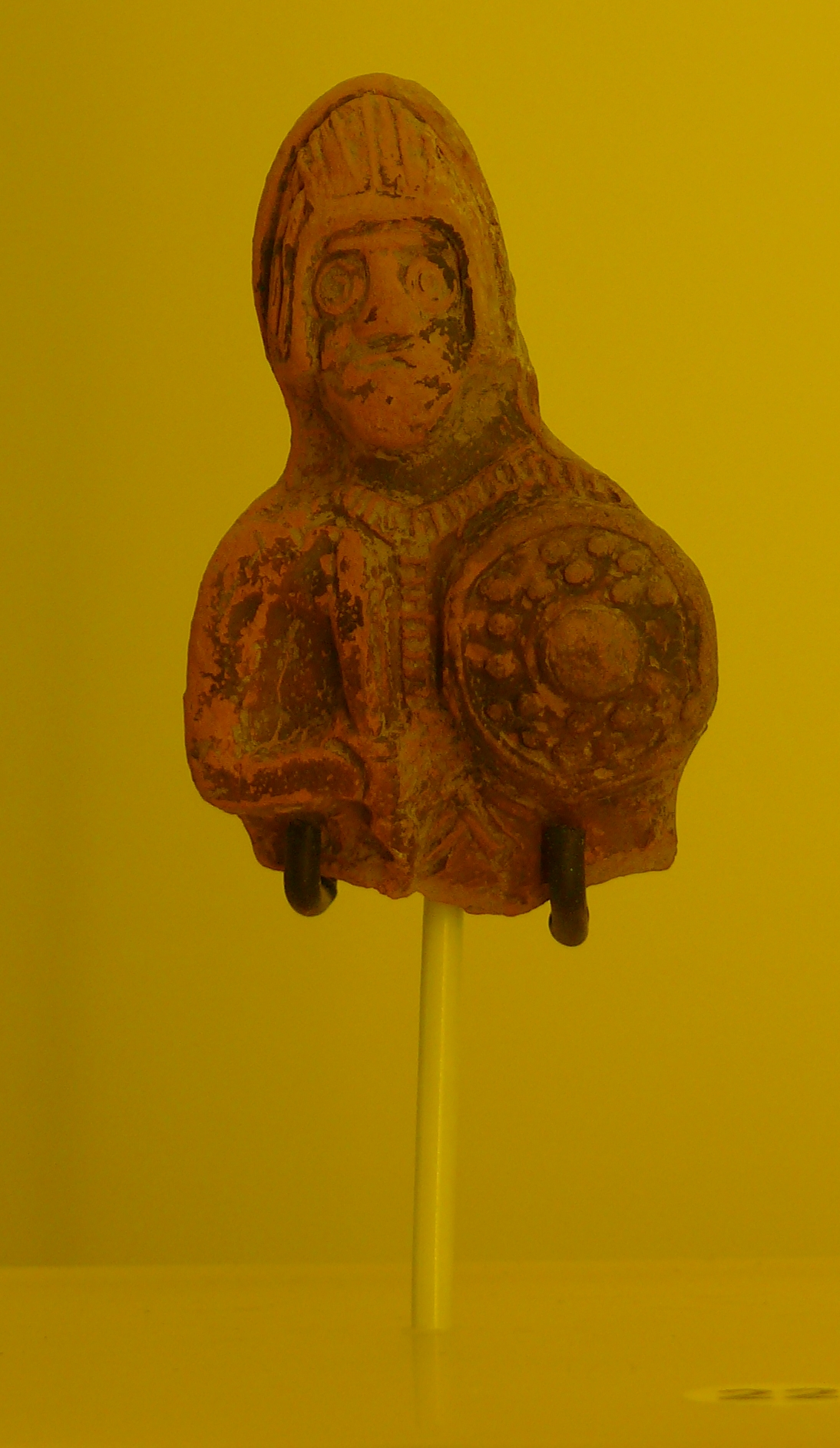
Terracotta beeldje ruiterheilige ca. 400-600
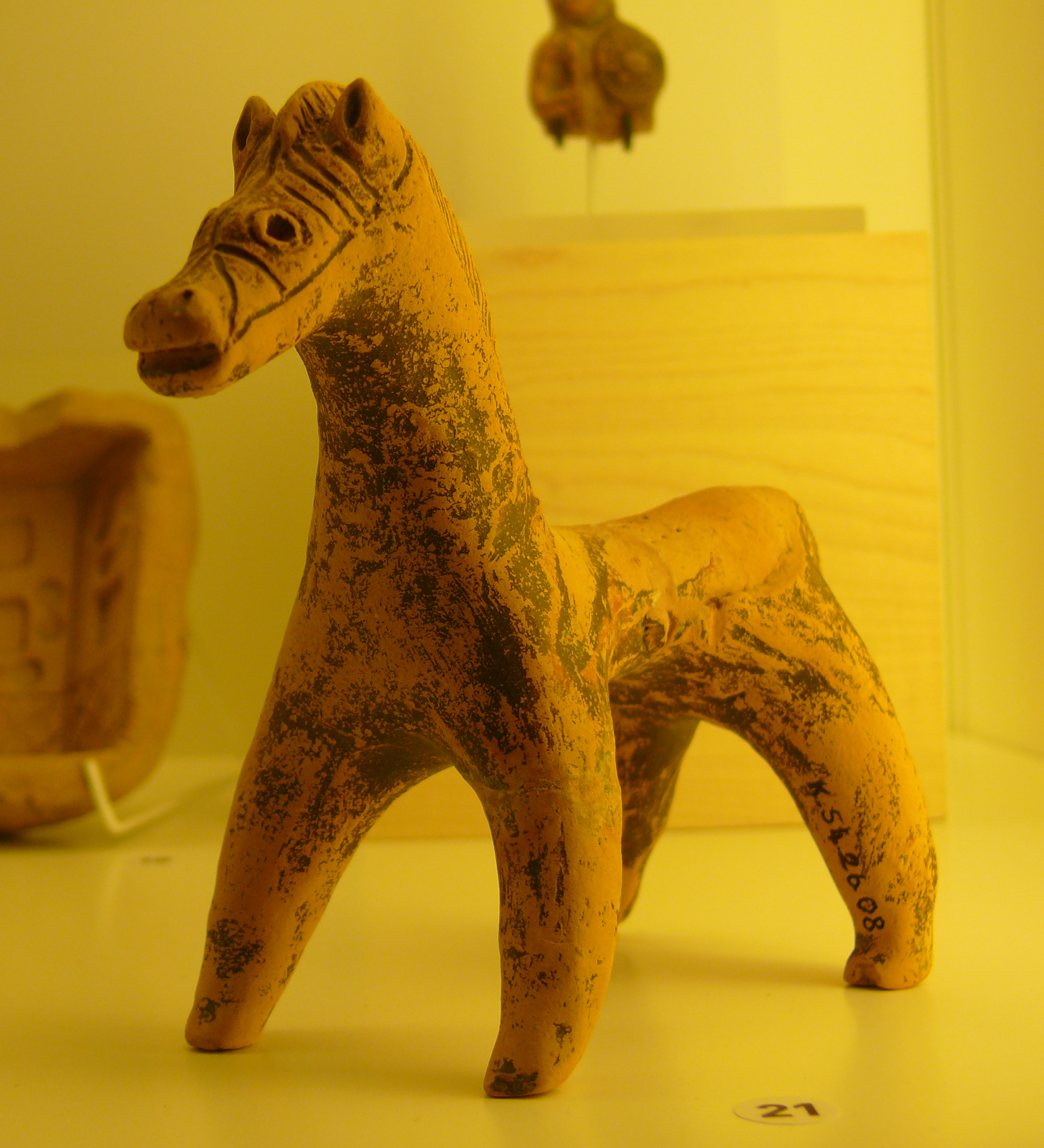
Terracotta paard ca. 400-600
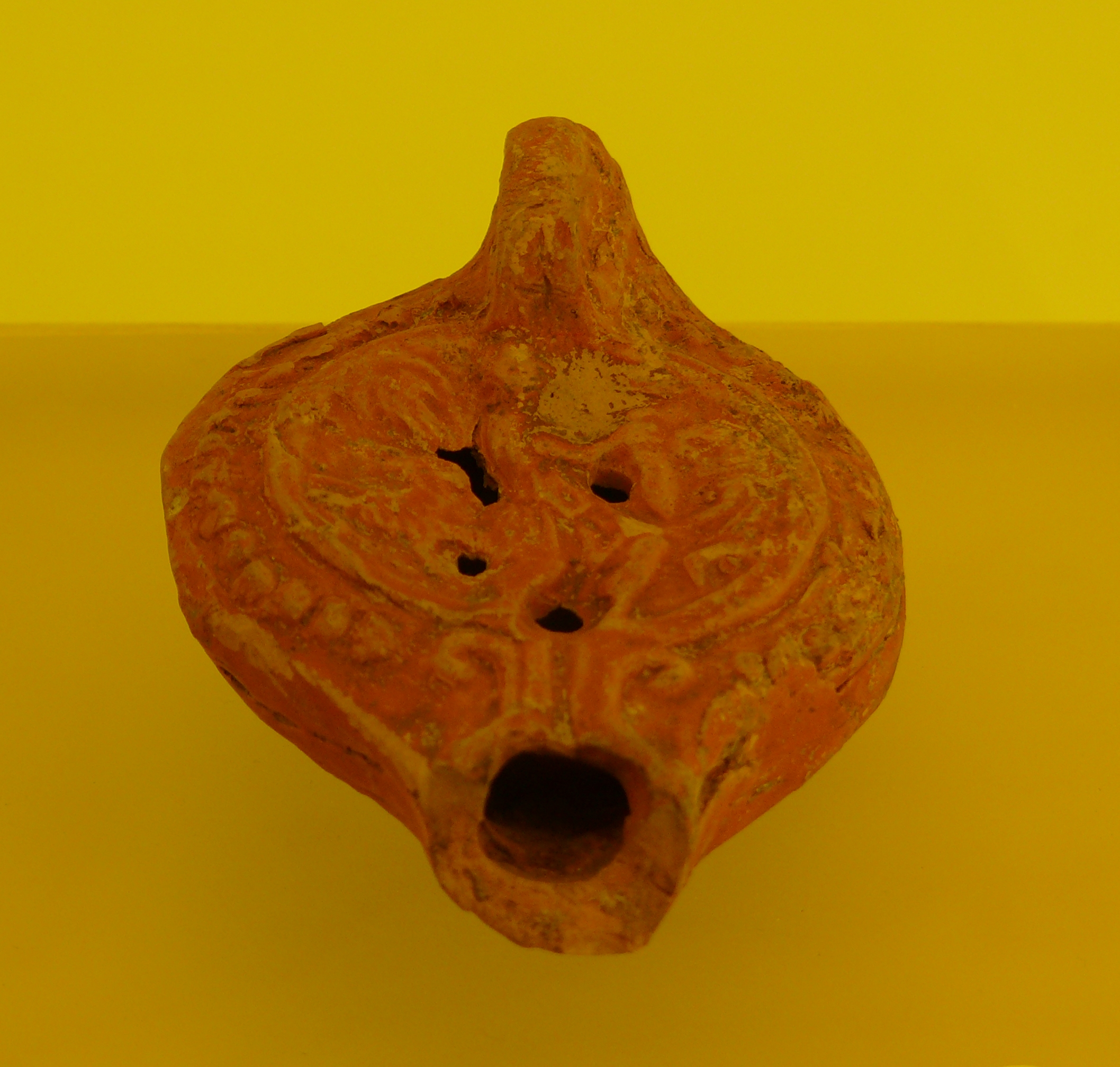
Terracotta olielamp met offer van Isaak ca. 400-600
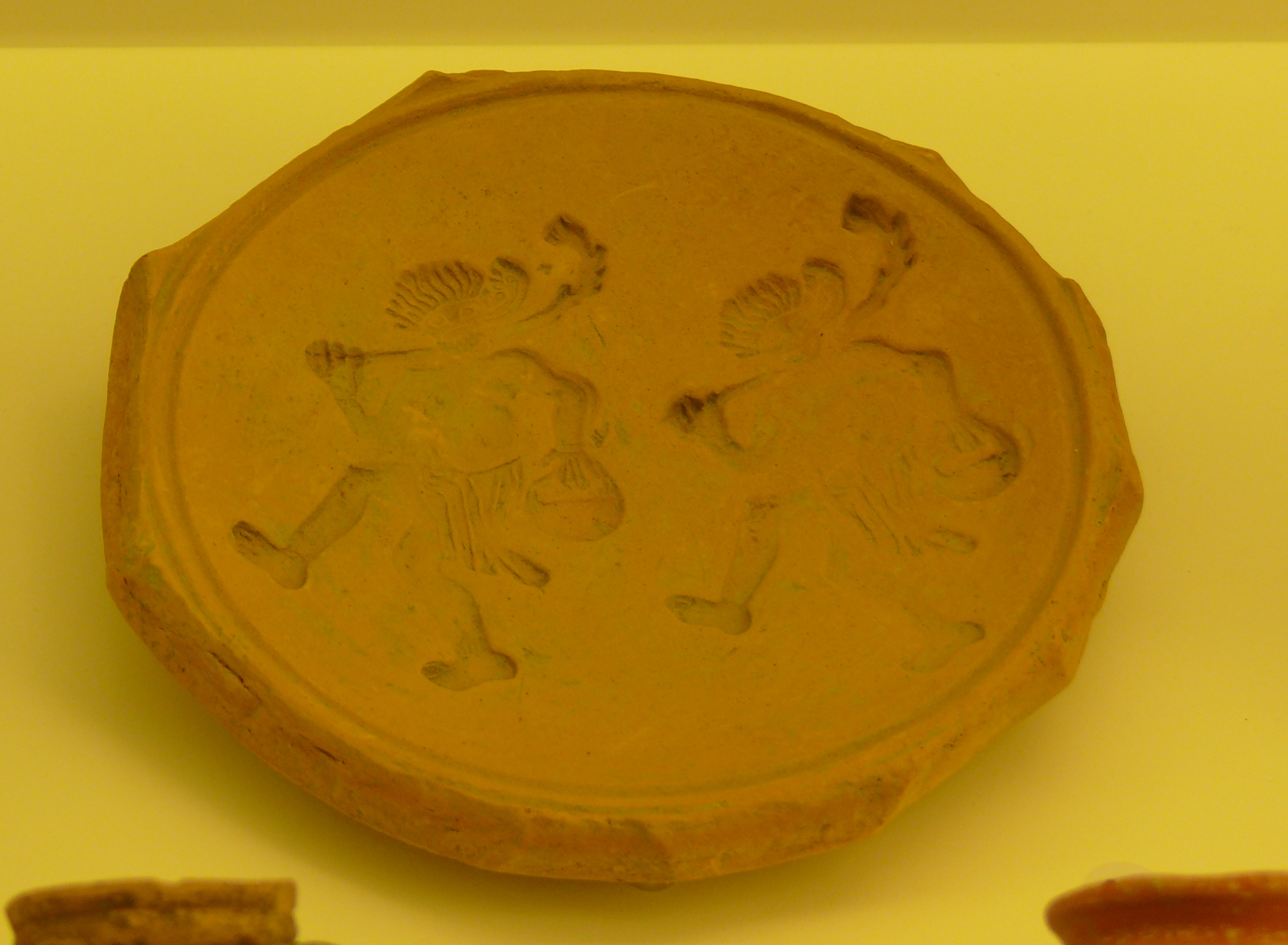
Wijnflesmal (terracotta) ca. 400-600
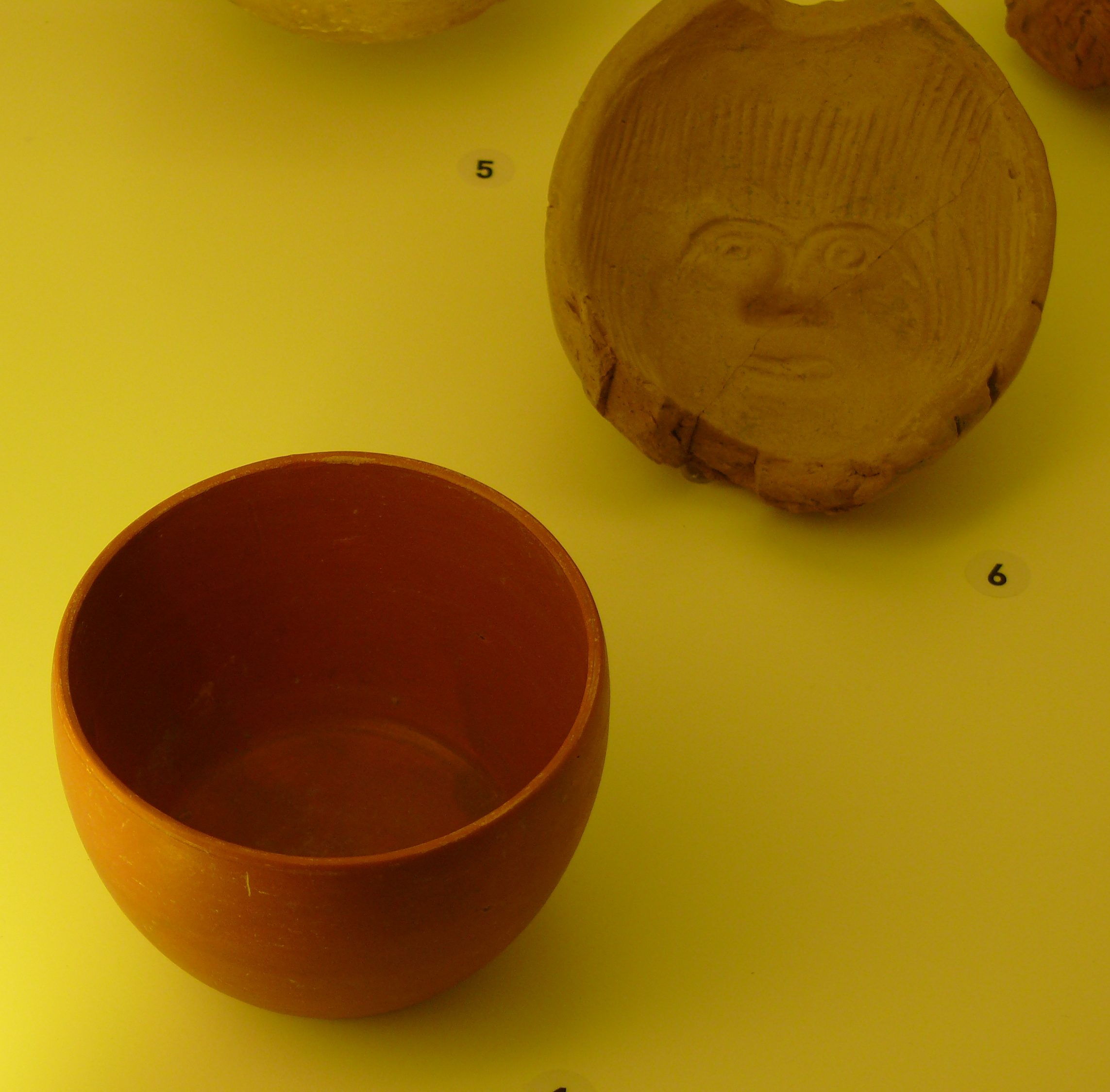
Terracottamal voor wijnflessen ca. 400-600 n.C.
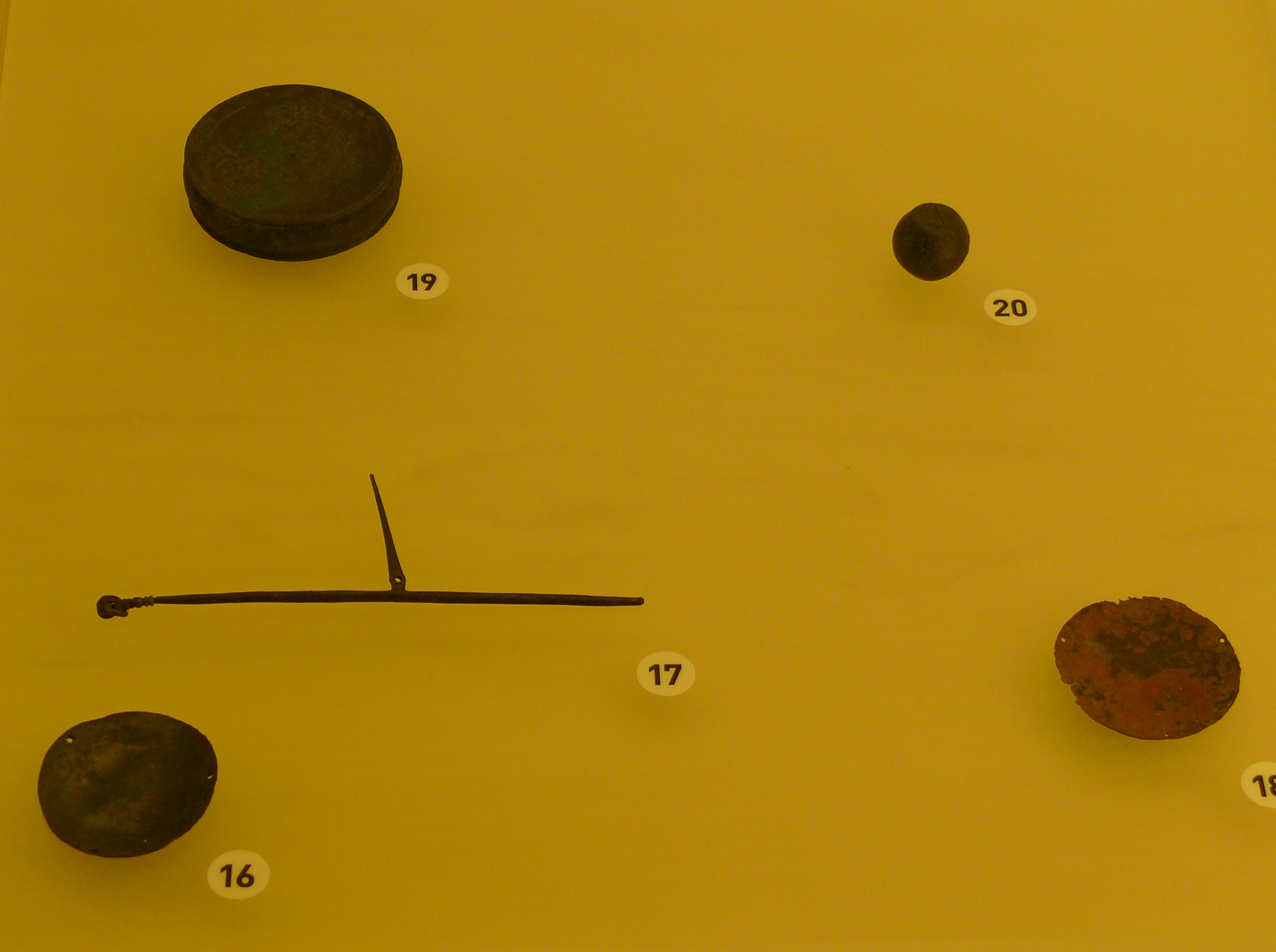
Delen van een weegschaaltje ca. 500-700
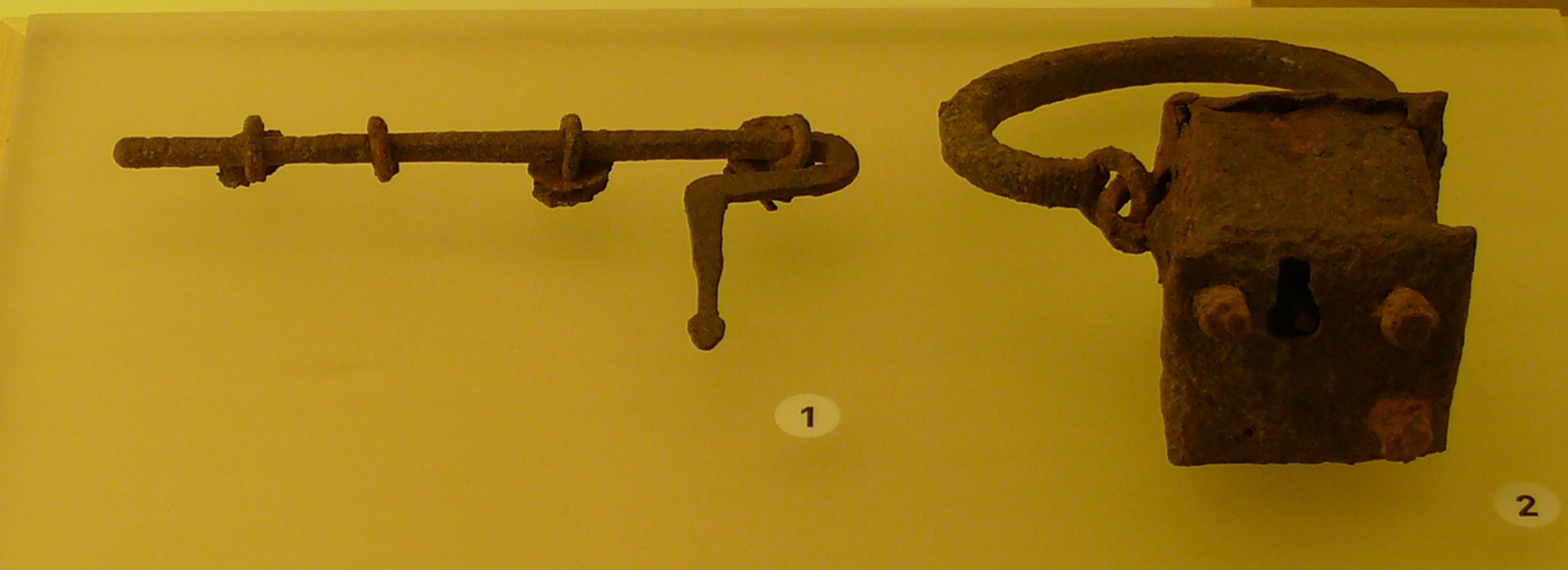
Hangslot ca. 1-600 en grendel ca. 550 - 600
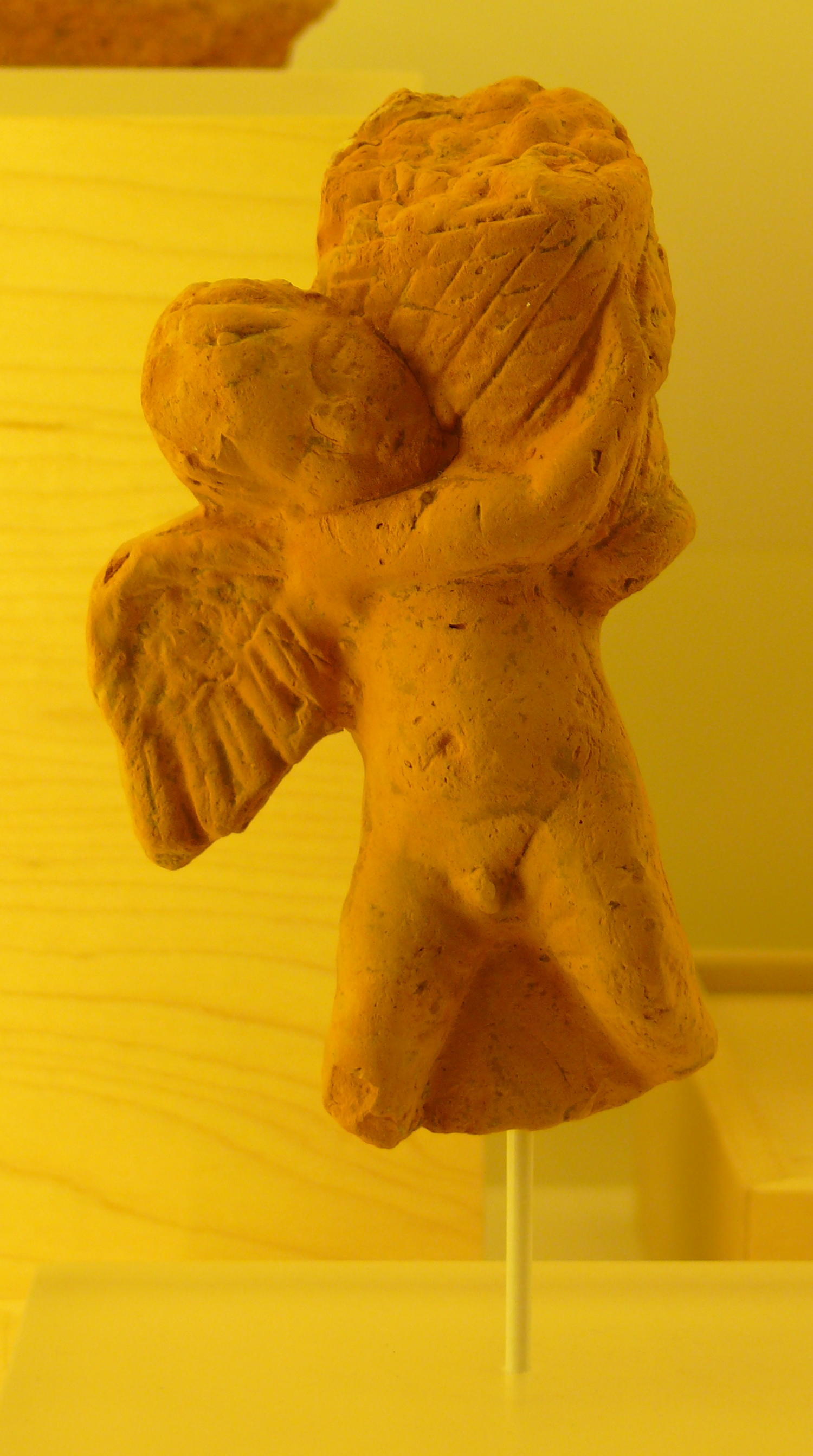
Eros met fruitmand, stempel voor aarden flessen.
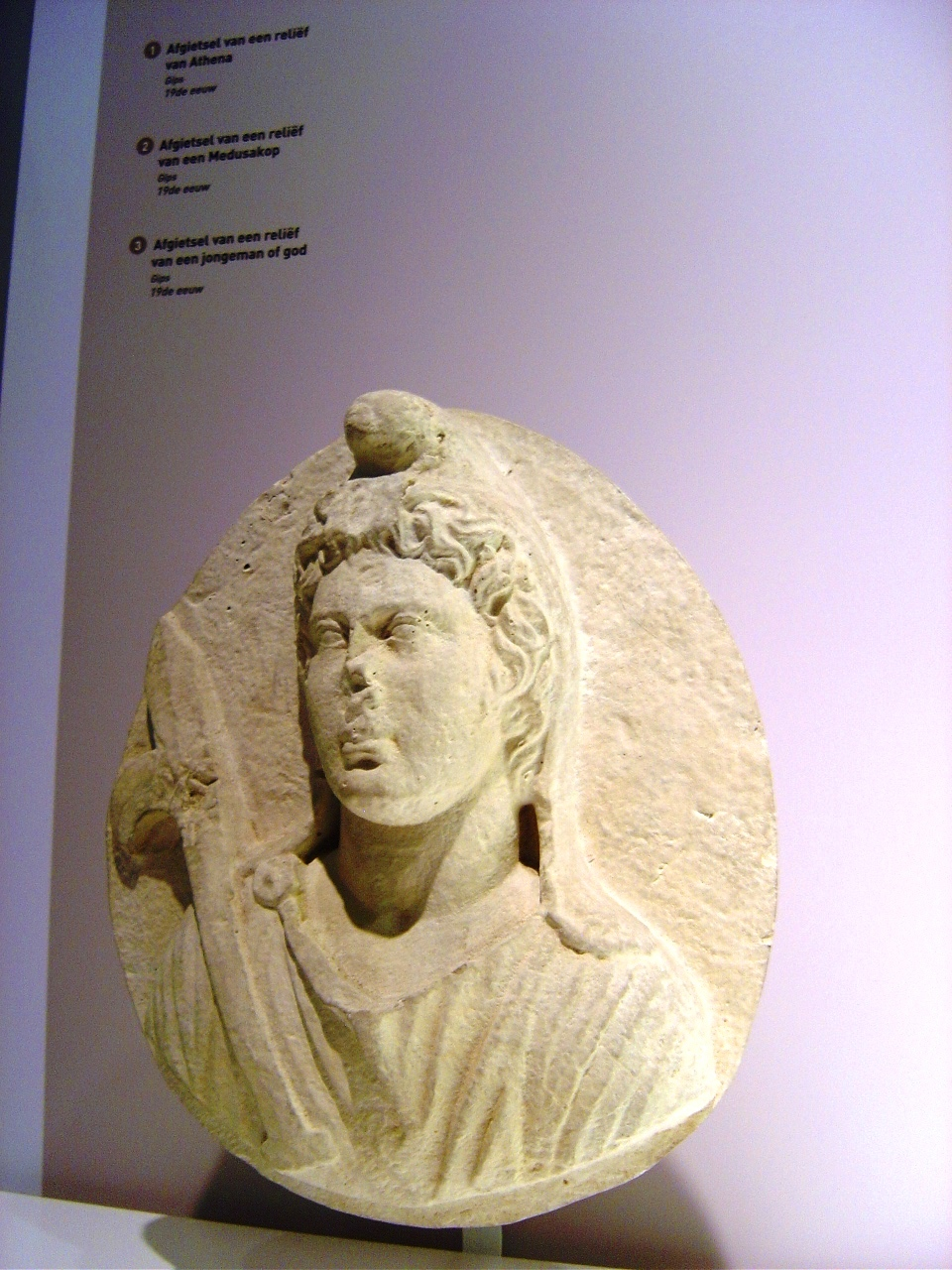
Athena gipsen afgietsel uit de 19e eeuw

## Archeologisch onderzoek

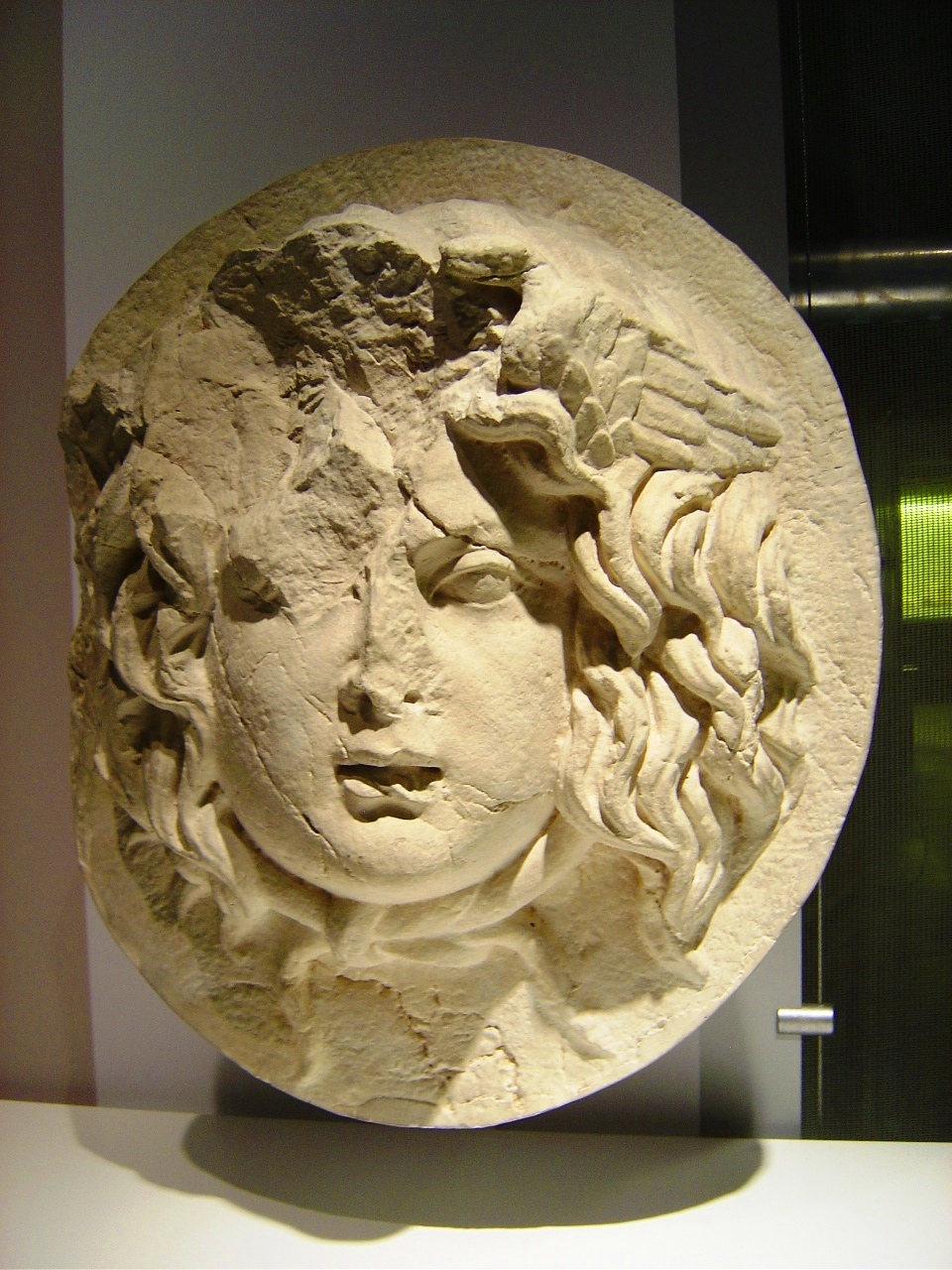
Medusa, Sagalassos, gipsen afgietsel uit de 19e eeuw

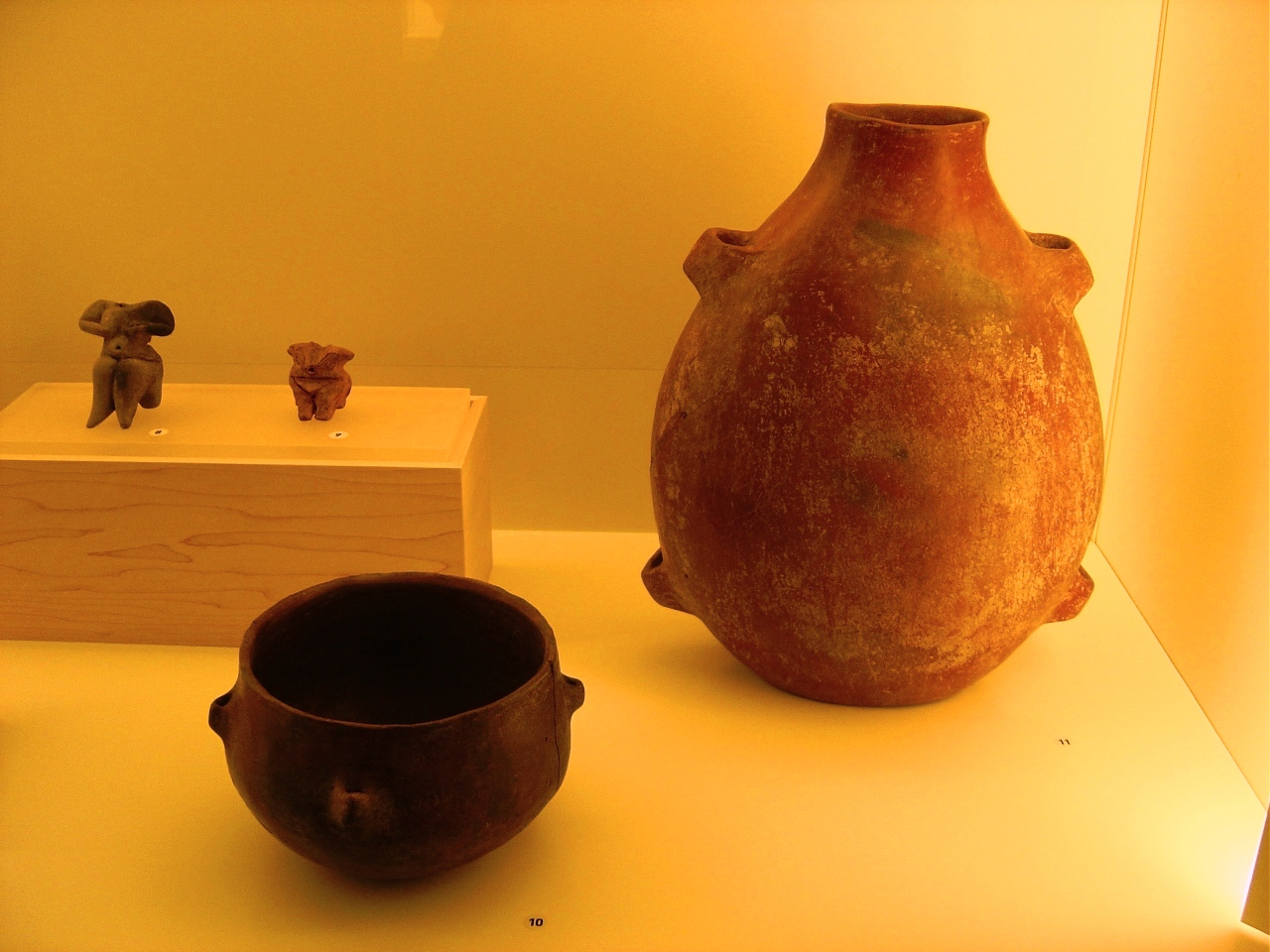
Aardewerk en figurines 7e millennium v.C. Höyücek

### Vroege meldingen
Vroege meldingen van de site dateren uit het begin van de 18e eeuw. In 1706 reisde de dokter, schrijver en diplomaat Paul Lucas voor het hof van Lodewijk XIV door het zuidwesten van Turkije. Zijn missie bracht hem op de bergtop van Sagalassos. Hij was de eerste westerling die de site zag. Hij schreef dat hij overblijfselen zag van steden bewoond door feeën. In 1824 identificeerde Francis Arundell, een Brits predikant, de site als Sagalassos, dankzij een inscriptie en maakte een eerste schets van de stadsruïne. In het midden van de negentiende eeuw beschreef William Hamilton het als de best bewaarde stad die hij ooit zag. In 1880 bestudeerde een Oostenrijks team de regio Pisidia, waaronder Sagalassos. In 1884-1885 volgde een grondig veldonderzoek door de Poolse graaf Karl Lanckoronski die de stad in kaart bracht. Georg Niemann zorgde voor tekeningen. Verder zijn er foto's van Paul Trémaux uit 1882 en Gertrude Bell uit 1907. Tegen het einde van de eeuw werd Sagalassos beroemd onder studenten klassieke oudheid, maar de aandacht verslapte. Opgravingen langs de westkust bij Efeze, Milete en Pergamon trokken de aandacht en deden Sagalassos vergeten.

### Recent onderzoek
In 1982 bracht een Brits onderzoek Pisidia systematisch in kaart en in 1985 startte het Brits-Belgisch team onder leiding van Stephen Mitchell een onderzoek op de site. In 1990 begonnen grootschalige opgravingen. Ze zijn aan de gang en worden gecoördineerd door  professor Marc Waelkens van de Belgische Katholieke Universiteit Leuven. Tijdens de zomer ziet men onderzoekers van verschillende disciplines aan het werk. De multidisciplinaire aanpak brengt wetenschappers uit de archeologie, de cartografie, de geologie, de geomorfologie, de archeozoölogie, de antropologie, de paleobotanie, de palynologie, de residuanalyse, de etnologie en de architectuur samen om de antieke stadsgeschiedenis al haar aspecten te bestuderen.

#### 2005
De campagne van 2005 ontdekte een oudere en grotere nederzetting op een plateau enkele kilometers ten zuiden van de stad. De nederzetting kreeg de naam Düzen Tepe, naar de “platte heuvel” waarop ze ligt. De relatie tussen deze enorme nederzetting en Sagalassos is een mysterie. Beide sites zijn deels gelijktijdig, maar verschillen onderling. Een hypothese is dat de inwoners van Düzen Tepe naar Sagalassos verhuisden vanwege watertekort.

#### 2007 - 2008
Tijdens opgravingen in 2007 werden in het badgebouw fragmenten van een kolossaal beeld van keizer Hadrianus ontdekt. Dit werd in 2008 tentoongesteld in het British Museum in de tentoonstelling Hadrian, Empire and Conflict. Het volledige beeld was zo’n vijf meter hoog.
In augustus 2008 raakte bekend dat op dezelfde plaats delen van een beeld van de Romeinse keizerin Faustina de Oudere, echtgenote van keizer Antoninus Pius, werden ontdekt. Even later werden het hoofd en lichaamsdelen van een beeld van keizer Marcus Aurelius ontdekt. Al deze fragmenten verkeren in een uitstekende staat. Ook dit beeld mat ongeveer 5 meter. De beelden bevonden zich in de niches van een zaal in het badgebouw. Ze worden tentoongesteld in het museum van Burdur. Men vermoedt dat in de onopgegraven niches andere beelden van de Antonijnse dynastie zullen opduiken.

#### 2009 - 2010

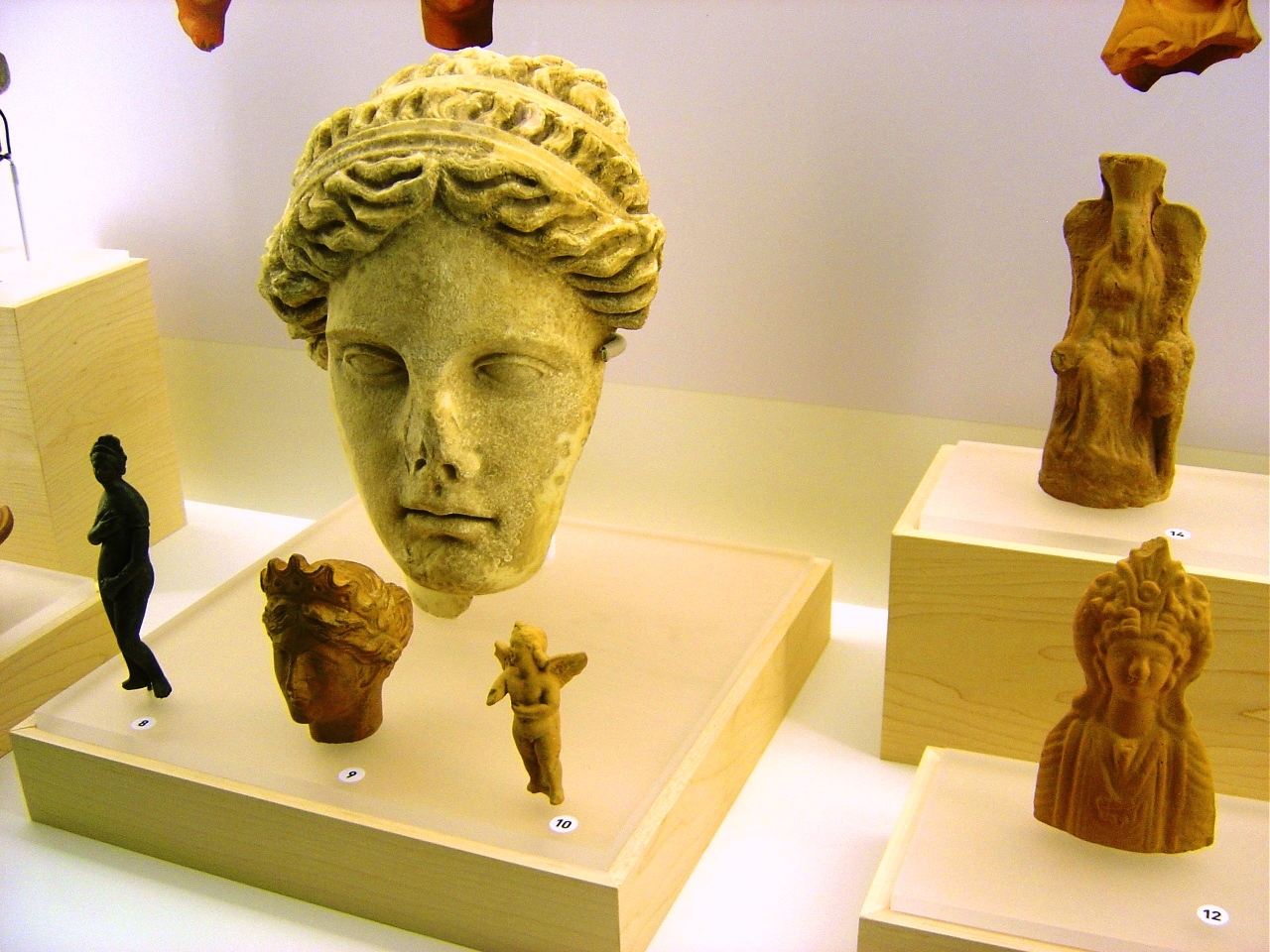
Aphrodite brons 100-200 n.C. en terracotta 300-1 v.C. Achteraan hoofd dame uit provincie Burdur 125-135 n.C., rechts Isis (12) en Kubele (14)

In 2009-2010 werd het Nymphaeum van Antoninus Pius opgegraven en gereconstrueerd. Op 28 augustus 2010 vond de officiële opening van dit nymphaeum plaats.

## Praktisch

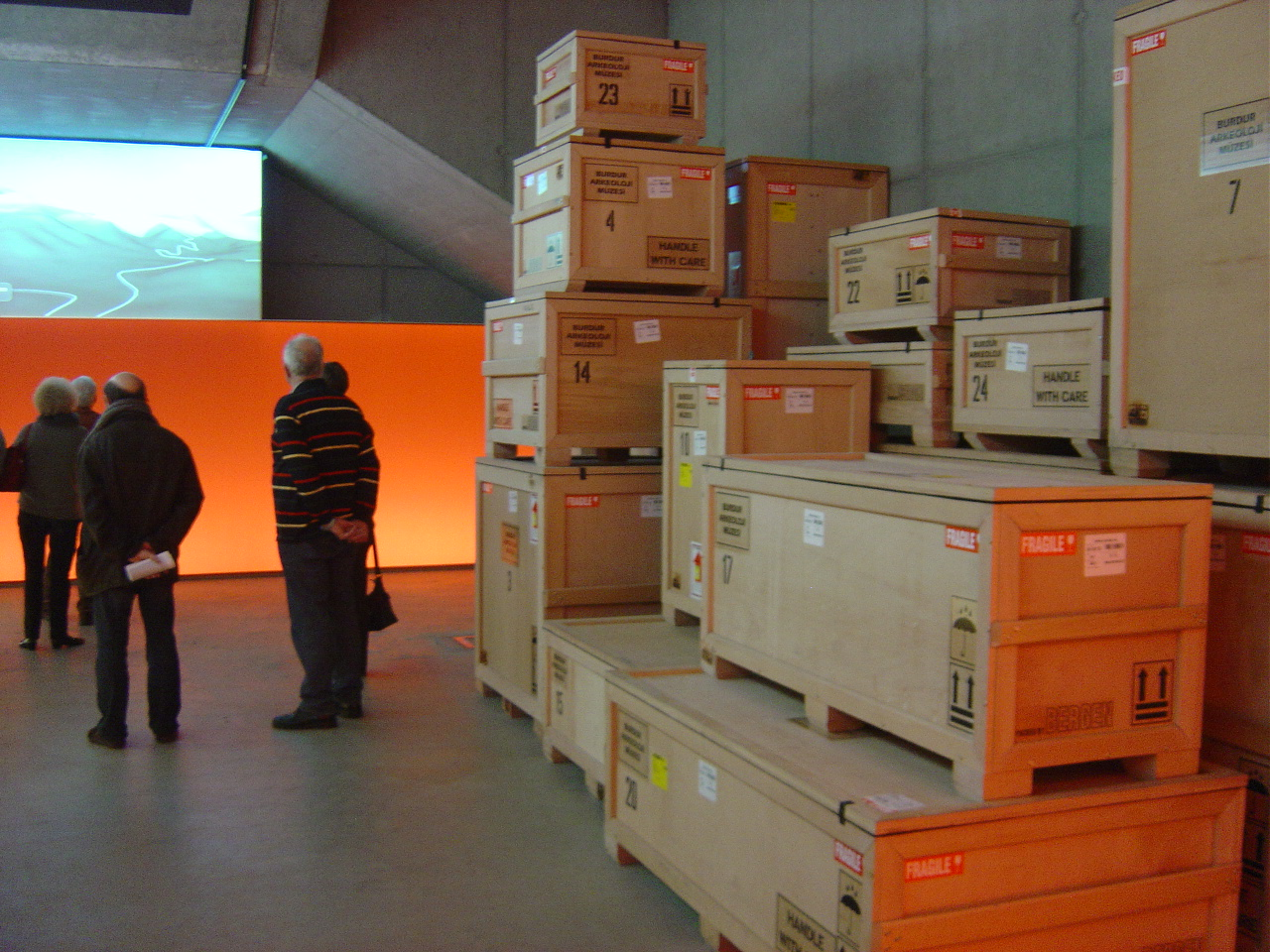
Ingang tot de Sagalassos tentoonstelling met lege kratten van de archeologische vondsten.

### Bezoek site
Juli en augustus zijn de beste maanden om archeologen aan het werk te zien. Eind juni kunnen er al activiteiten plaatsvinden, als archeologen het terrein voorbereiden. De site is te bezoeken tussen 7u30 en 18u, en in de zomer tot 19u. Op vrijdag en zaterdag is de site open, maar wordt er niet gewerkt. Folders en wandelkaarten zijn te koop aan het huis bij de toegang. In juli en augustus zijn er Belgische vrijwilligers als gids beschikbaar voor rondleidingen in het Engels, Nederlands, Duits, Frans en Italiaans.
Sinds eind 2009 werd er in Ağlasun, het nabijgelegen dorp, een erfgoedcentrum "Sagaleri" opgericht met fondsen van de Wereldbank. In het gebouw, dat vroeger de plaats was om vrachten te wegen, worden tentoonstellingen georganiseerd. Wetenschappers hebben er niet alleen gebouwen opgegraven, maar ook informatie verzameld over de geschiedenis van de omgeving in al zijn aspecten: hoe bouwstenen ontgonnen en getransporteerd werden, over het landschap, de dieren en de begroeiing in de Oudheid. Ağlasun is te bereiken met het openbaar vervoer. Er zijn bussen uit Antalya, Burdur en Isparta. De site is vanuit Ağlasun te bereiken met een taxi of te voet (7 km). Er wordt gewerkt aan een pendeldienst tussen het erfgoedcentrum en de site.

### Tentoonstelling in Tongeren
Van 29 oktober 2011 tot 14 juni 2012 liep in het Gallo-Romeins Museum van Tongeren een tentoonstelling met artefacten uit Sagalassos. Daartoe werd contact gelegd met het Turks Ministerie van Cultuur en Toerisme in Ankara door de Limburgse deputatie. Het is uitzonderlijk dat artefacten de toestemming krijgen om het land te verlaten. Bij dit project is de Limburgse Turkse gemeenschap betrokken.